# 日吉村 (愛媛県北宇和郡)
日吉村（ひよしむら）は、かつて愛媛県の南予地方にあった村。合併して北宇和郡鬼北町の一部となっている。

## 地理

### 位置・地形
愛媛県の南部、高知県境に接する山村である。宇和島市中心部から北東に35km。
国道197号が北の城川町から入り、村の中心部で大きく東に向きを変えて、高研山トンネルへと通じる。これを抜ければ高知県梼原町である。国道320号が日吉村の中心部で国道197号と接し、広見町方面へと広見川に沿って下る。
村境付近は高研山をはじめとして1000m級の山がそそり立ち、地形は急峻。93%が林野で、耕地は3%しかない。

### 村名の由来
村の中心地の祭神に「日吉権現」があり、村人は日吉様と呼んでいて、これが地域の名に転化した。

## 歴史
古代から中世
- 646年（大化2年） - 孝徳天皇が大山上安部小殿大臣小鎌を伊予国に遣わし朱砂を採ったという言い伝えがあり、村内の富母里の水銀鉱から採ったものであろうとされている（ただ、続日本紀には伊予国としか書かれていない）。

近世
- 1615年（元和元年） - 宇和島藩の成立により宇和島藩領となる。以後貞延組と称された。
- 1657年（明暦3年） - 吉田藩の分藩により吉田藩領となり、鍵山が上鍵山と下鍵山とに分村、黒土郷16か村の内に含まれた。日向谷は土佐藩との境として番所が置かれていた。
- 後に時期不明だが、山奥筋と呼ばれるようになる。
- 1793年（寛政5年） - 武左衛門一揆（武左衛門騒動）。

近代以降
- 1889年（明治22年） 12月15日 - 町村制施行にともない、父野川村（ちちのかわむら）・上大野村（かみおおのむら）・下鍵山村（しもかぎやまむら）・上鍵山村（かみかぎやまむら）・日向谷村（ひゅうがいむら）の5村が合併し、日吉村となる。
- 明治20年代 - 養蚕が盛んになる。
- 1894年（明治27年） - 藤田組が父野川鉱山を開坑、水銀を生産。
- 1909年（明治42年） - 父野川鉱山休鉱、その後昭和20年代まで断続的に採鉱が行われていた。
- 1913年（大正2年） - 宇和島に通じる道路が開通。村外へと通じる車道として、宇和島方面、野村方面、檮原方面への道路が構想されたが、この時点で初めて村外への車道が開通した。
- 1922年（大正11年） - 井谷正吉の指導で四国で初めてとなるメーデー開催。
- 1935年（昭和10年） - 下鍵山で大火、家屋焼失多数。
- 隣町と距離のある山間地のため、昭和期の合併は経験していない。
- 2005年（平成17年） 1月1日 - 北宇和郡広見町との合併で鬼北町となり、自治体としての歴史を閉じる。

```
日吉村の系譜
（町村制実施以前の村）　　（明治期）
　　　　　　　　　　　　　町村制施行時
父野川　━━━━┓
上鍵山　━━━━┫
下鍵山　━━━━╋━━━━　日吉村　━━━━┓
日向谷　━━━━┫　　　　　　　　　　　　　┃　　　　合併、町制
上大野　━━━━┛　　　　　　　　　　　　　┃　　（平成17年1月1日）
　　　　　　　　　　　　　　　　　　　　　　┣━━━━　鬼北町　━━━━　現在に至る
　　　　　　　　　　　　　　　　　　　　　　┃
　　　　　　　　　　　　　　広見町　━━━━┛

※ 広見町の合併成立までの系譜は広見町の記事を参照のこと

```

## 行政
- 村長 - 山本雅之（やまもと まさゆき）
- 庁舎 - 村の中心部、下鍵山地区にある。この地区には、診療所、郵便局などもあり、行政機能が集中している。
- 第三セクター
  - 日吉村原木市場
  - 日吉村農林公社
- 平成の合併の経緯
  - 日吉村としては、昭和の大合併を経験していないだけに不安もあったが、山村として将来の財政を考えると合併への異存はなく、西隣の広見町と歩みを共にした。広見町とは国道で接しているとともに、四万十川の支流の一つである広見川流域でもある。
  - 鬼北地域全体の合併が志向されたが、結果として、松野町や三間町が加わらず、広見町・日吉村の2町村の小さな合併となった（加わらなかった町の事情はそれぞれのページを参照）。
  - なお、宇和島市を含む大合併に対しては、日吉村としてはむしろ警戒していた。仮に合併すれば、市街中心部から40km近く離れる。高知県境と接する日吉村は新たな宇和島市の東端であり、しかも並大抵の距離ではない。結果的に、小さな山村である日吉村が省みられなくなるとの恐れから、仮に要請があっても拒否に近い姿勢であった。おそらく広見町も同様であろうと日吉村ではみていた。宇和島市からの大宇和島市構想に向けての合流の呼びかけが無くもなかったようだが、鬼北合併で既に走り始めていたこともあり、時期的に遅く、また村民の不安を拭い去るだけのインパクトには欠けていた。同市は伝統的に水産に力を入れているが、林業はほとんど「業」になっていないほど弱いことから、日吉村の基幹産業である林業や山村のことは宇和島市幹部には理解してもらえまいとの意見が関係者に支配的であったことも一因である。

## 経済・産業
主力産業は農林業である。
- 林業
山は杉・檜の美林でおおわれ、村で原木市場を有している（第三セクター）。
- 農業
米作は自給程度で、その他ユズ、ヤマイモ、キュウリなどを産する。農産物等の直売を希望する生産者等のために「道の駅日吉夢産地」を国道197号沿道に第三セクターで設置し、交流人口の獲得と地域物産の拡販に勤めている。
農林業の担い手不足を解消するため、「株式会社日吉村農林公社」（第三セクター）を設立し、森林の植え付け、下刈り、伐採、搬出を請け負っている。
- 商業
役場のある下鍵山に商店が若干集積している。

## 教育
- 小学校1、中学校1
- 高等学校1（愛媛県立北宇和高等学校日吉分校）

## 交通
専ら自動車交通による。宇和島市から日吉村を経由して野村町（西予市野村町）に至る宇和島自動車の路線バスがある。国道197号、国道320号が村外と結ぶ幹線であり、両路線ともに宇和島市や西予市等に出るには距離があるためやや時間はかかるものの、道路そのものは村内は全線2車線で、比較的整備がされている。

### 鉄道
村内に鉄道はない。

### 道路
国道
- 国道197号、国道320号

県道
- 村内に主要県道はない。

## 観光
観光地・名所旧跡
- 道の駅日吉夢産地（特産品市場、生産者市場、飲食店ほか）、節安渓谷、節安ふれあいの森、歴史民俗資料館、武左衛門一揆記念館、勝山城跡、日吉神社、武左衛門広場、武左衛門イチョウ

イベント・祭り
- 武左衛門ふる里まつり、ゆずまつり、清流まつり

特産物
- しいたけ、栗、ユズ